# 山下麻衣
山下 麻衣 （やました まい、1971年2月9日 - ）は、日本の元AV女優。
東京都出身。身長:154。スリーサイズ:B80・W57・H83。血液型:A型。1989年から1990年にかけて活動した。

## 略歴・人物
高校時代から水着モデルとして活動、卒業後の1989年8月に『オジさんと遊ぼう』（宇宙企画）でAVデビュー。スレンダーボディの美少女系AV女優で、桂木美雪、桐嶋ゆう、秋山まり子らとともにAVアイドルグループ「NEWセクシーメイツ」としても活動した。実質的な活動期間は翌1990年までの1年余りと短かったが、単体作品だけでも20本前後のAVに出演するなど、高い人気があった。
AVはソフトで、ドキュメントタッチの出演作が多いが、『高純度プロテイン・ビデオ　顔で恋　腰で恋』（SAMM）をはじめ、ハードな演技を見せる作品もある。感度の良さがセールスポイントの一つで、激しいエクスタシーに達する演技を見せる『チャネリングFuck　山下麻衣の失神するまで』（アテナ）は人気作として高額なプレミア価格で取引されている。出演作はほとんどDVD化が進んでいない。
放課後クラブの1989年10月号で、AVギャル玉砕現場ルポに登場している。
異なるプロフィールがいくつかある。
- 「オジさんと遊ぼう」のケース裏面のプロフィールには、B:86・W:57・H:84 としている[2]。
- 「玉の腰のり 絶頂志願」のケース裏面のプロフィールには、B:80・W:55・H:83 としている[3]。
- FANZAプロフィールでは、B:79・W:57・H:84 としている[4]。

- 趣味：音楽鑑賞[5][3]
- 好きなスポーツ：スケート、バスケット[5]
- 好きな色：赤、黒、白、ブルー、グリーン[5]
- 好きな食べ物：プリン、かぶきあげ[5]
- 好きな季節：夏[5]
- 好きな男性のタイプ：背が高くて、自分の考えを持っている、優しい人[5]
- 嫌いな男性のタイプ：優柔不断な人[5]
- 好きな言葉：努力を忘れる者、成功の喜びなし[5]

## 出演作品

### アダルトビデオ（オリジナル作品）
1989年
- オジさんと遊ぼう（8月13日、宇宙企画）
- SUPER VIDEO MAGAZINE 乙女銀座 VOL.1（8月21日、宇宙企画）共演：小森愛 他
- プライベートTime カラダがうれしい日（9月11日、アテナ映像）
- ナイタイVIDEOスペシャル（9月18日、ナイタイ出版）
- 高純度プロテイン・ビデオ 顔で恋 腰で恋（9月23日、ミス・クリスティーヌ）
- 隣の新婚さんシリーズ 気絶するまでこねくって（10月9日、TOKYOパリス）
- 麻衣ガール（10月25日、レイラ （センターフィールド））
- 隣の麻衣ちゃん（11月6日、コロナ）
- NEWセクシーメイツ 爆裂FUCK（11月21日、アテナ映像）共演：桂木美雪、桐嶋ゆう、秋山まり子
- 赤頭巾ちゃん御用心!!（12月6日、EVE）
- 瞳! 麻衣! 見えますか!（12月21日、MADONNA VIRGIN（フェニックス））
- Their Majesties Request 山下麻衣・工藤ひとみ 他（レイラ CR-113）

1990年
- やめられないんです（1月10日、パピヨン）
- NEWセクシーメイツ 奥までアタル超ピストン（1月21日、アテナ映像）共演：桂木美雪、桐嶋ゆう、秋山まり子、樹まり子
- 麻衣・マイ・エンジェル（1月27日、シャリオ）
- そのスジのもの Gスポットが叫んでる（3月4日、SAMM）
- NEWセクシーメイツ 私を変態にさせないで　（3月21日、アテナ映像）共演：桂木美雪、桐嶋ゆう、秋山まり子、日向まこ
- 素人手作りビデオ白書 ココまでやってイイの? どうぞご自由に（4月2日、TOKYOパリス）
- 若奥様はいたずら好き（4月5日、Five Stars）
- SUPERアタックビデオ 創刊号（4月8日、宇宙企画）他出演：五島めぐ 他
- リアルエクスタシー（4月19日、スーパークリスタル）
- 麻衣のテレクラマル秘体験取材 男性誌記者（5月10日、現映社）
- NEWセクシーメイツ ヌケヌケフィニッシュ大狂乱（5月21日、アテナ映像）共演：桂木美雪、桐嶋ゆう、秋山まり子、青山ちはる
- 淫らな宿題（5月25日、マドンナメイト）共演：小川つぐみ、水木彩
- マドンナメイトスペシャル 1 特撮版（5月25日、二見書房 MV-035）全17名
- ナース天国 淫らな指（6月5日、ASTRO（笠倉出版社））共演：杉森久美子、桂木美雪
- ナース乙女の下半身（6月5日、Five Stars）共演：杉森久美子、桂木美雪
- 玉の腰のり 絶頂志願（6月23日、ステラ）
- VIP SPECIAL（7月13日、VIP）他出演：藤木流花、林由美香
- セクシー・デリバリー おマタせしました（7月19日、Pyramid-Sexy Collection）共演：いとうしいな、手塚まゆみ
- セクシー・デリバリー いけない宅配いたします（7月20日、Pyramid-Sexy Collection）共演：いとうしいな、手塚まゆみ
- 隣りの若奥様 2 林由美香・桂木美雪・山下麻衣（8月5日、笠倉出版社）
- 若奥様は同級生 林由美香・君島愛・山下麻衣・桂木美雪（8月10日、ファイブスター）
- ねとねとアイラブユーOK（9月27日、スーパークリスタル）
- oh! mai god（10月9日、アイティ出版）
- ザ・暴走族 弐の章（10月19日、タキオン）
- 胸さわぎの乙女たち 第一話 学園看護婦（10月27日、ステラ）共演：美穂由紀
- チャネリングFuck 山下麻衣の失神するまで（11月2日、アテナ映像）
- 不倫性戦（11月5日、Mink）
- 胸さわぎの乙女たち 第二話 クラスメイトの下半身（12月1日、ステラ）共演：岡田優奈
- 姉妹天国 危機七発（12月1日、VIP）共演：庄司みゆき、木田彩水、林かづき、森山愛里、岡田優奈、弓月薫
- 高級微笑女倶楽部 1 伊藤さやか・山下麻衣・小沢奈美・水樹亜美（12月4日、コロナ社）
- 逆ソープ天国 10（12月7日、ディレクターズ）
- 私の匂いをちゃんと嗅いでね（ビデオプラザ SG-003）
- ダイヤルビンビン物語 山下亜紀・あさのしおり・山下麻衣・水木彩（パピヨン PS-44）
- セクシーパニック 小川つぐみ・山下麻衣・手塚まゆみ・杉本笑・薬師丸ひろ美（希宝舎 CK-1138）
- 制服マンマンくらべ 麻宮千聖・小沢奈美・森村あすか・山下麻衣 他（ファイブスター FV-8849）

1991年
- 制服ロマン娘 小沢奈美・美穂由紀・山下麻衣・御藤静 他（2月5日、笠倉出版社）
- お嬢様の甘い下着（6月8日、コスミック出版）
- あぶない制服 VS ランジェリーSPECIAL 25 小沢奈美・森村あすか・山下麻衣・木田彩水・河合美果 他（10月5日、笠倉出版社 AJV32-51）全25名
- 麻衣ディアフレンド（パラダイス PA-005）
- 濃淫娘・迫ります（イメージ・ボックス AV-15）
- ワタシがエッチになった理由 いとうしいな・山下麻衣 他（VHS アイディ出版/プリメーラ）
- 麻衣レボリューション濡れて乱れて（ペパーミント）

1992年
- お尻にチューして（アイダス PK-20）
- お願いよッ そこはお尻なの（レモンコーポレーション）
- 新婚さん SEX相談室（スロットプロジェクト SLO-02）
- 激烈野郎 1（ジーザスロード）

1994年
- 巨乳宅配淫乳サービス いとうしいな・手塚まゆみ・山下麻衣（1月24日、コアラブックス）

### アダルトビデオ（DVD、オムニバス作品、編集もの、BESTもの）
1990年
- 宇宙からの贈りもの 君は何人知っている? 39人の美少女登場!（1月18日、英知出版）
- ビデオマガジン 男の遊艶地 13（1月19日、リイド社）　他出演：加山なつ子 他
- 性豪スペルマ天国  林由美香、中原絵美、田代美希、山下麻衣、樹まり子（5月12日、ファイブスター）全5名
- ランジェリー大会 濃縮20連発 2（5月、ファイブスター FV-8799）全10名
- ランジェリー大会 濃縮10連発 2（6月5日、笠倉出版社 AJV31-07）全5名
- AV TOP ギャルズベスト10 あぶない贈り物（7月5日 笠倉出版社 AJV31-10）全10名
- ベスト・ヒット・フェニックス 8（7月30日、フェニックスビデオ） 美穂由紀・鮎川真理・山下麻衣・中尾加奈子・柏木美雪　全5名

1991年
- ベストAVギャル'91 10人の女神うずく! 林かづき・庄司みゆき・滝沢薔・山下麻衣 他（2月8日、大陸書房 PV-1717）全10名
- AV TOPギャルズベスト10 あぶない贈り物（7月5日、笠倉出版社）全10名
- おしゃぶり好きな天使たち（7月5日、コスミック出版 CV-1054）全11名

1992年
- アナたと乱れたい いんらん大性争（ロンサムジャパン MA-28）他出演：松本まりな、伊藤さやか、山下麻衣 他

1993年
- 平成マドンナ 100選 1 小沢奈美・岸ゆり・五十嵐こずえ・手塚莉絵・山下麻衣 他（11月5日、笠倉出版社 AJV74-48）全25名
- 高級オナペット倶楽部 4 今井静香・みずきつばさ・丹沢亜紀・山下麻衣 他（明文社）

1994年
- 120人の美女 AV秘蔵コレクション 1 	野村理沙・卑弥呼・中原絵美・山下麻衣 他 全30名（12月15日、笠倉出版社）

1995年
- 120人美女館 AV10年史 1 美里真理・浅井理恵・美穂由紀・山下麻衣 他 全30名（11月11日、笠倉出版社）

2000年
- 永遠のロリー 立原由香・山下麻衣・水野さやか（6月9日、ト－タル・メディア・エ－ジェンシー）

2001年
- お宝コレクション 14 山下麻衣・林由美香（11月30日、デジタル・コミュニケーションズ）
- 超淫宣言（ナイトステーション）DVD

2002年
- 代々木忠特選スペシャル 3 山下麻衣・林由美香・中原絵美 他（1月25日、アテナ映像）

2003年
- ナース20年史 Deluxe 2 あいだもも・加山なつこ・吉川由貴・安藤有里・山下麻衣 他（11月10日、FIVE STAR）

2004年
- THE 80's GREATEST IDOLS 朝岡実嶺・美穂由紀・桜木ルイ・山下麻衣 他（8月13日、トータル・メディア・エージェンシー）

2005年
- Actrice 蘇る伝説の女優たち vol.1 白石ひとみ・憂木瞳・山下麻衣・後藤えり子 他（8月27日、レジェンディア）
- Actrice 蘇る伝説の女優たち vol.2 橘ますみ・庄司みゆき・野坂なつみ・山下麻衣 他 全55名（8月27日、レジェンディア）

2006年
- 胸さわぎの乙女たち vol.1 山下麻衣・美穂由紀・岡田優奈（10月20日、アトラス21）

2007年以降
- 山下麻衣 Memories プレミアム（2007年8月3日、ロデオドライブ）
- Legend Special vol.15 山下麻衣（2009年6月19日、グラフィス）＊「隣の新婚さんシリーズ 気絶するまでこねくって」「ココまでやってイイの？どうぞご自由に」「麻衣・マイ・エンジェル」「麻衣ディアフレンド」を収録
- 姉妹天国 危機七発 庄司みゆき・木田彩水・弓月薫・山下麻衣 他（2015年4月30日、アトラス21）＊DVD再販もの

発売年不明
- ムキたての生グリ（パンプキン・ハウス TPK-20）VHS ＊「お尻にチューして」と同一内容
- 女体ナマ録面（タイム PCV-002）VHS
- 超絶頂伝説 5 お尻もちゃげてバック責め編 山下麻衣・後藤えり子・北原ななせ・小林ひとみ 他（まんかい30 MKS-005）VHS
- 泣きみだれ 山下麻衣・川島優子（エムアンドエム DLT-004）VHS
- 若奥様ムッチリ同級生 桂木美雪・君島愛・林由美香・山下麻衣（VISUAL ONE）VHS
- お股がネチャネチャなの 絶叫!!糸ひき娘（キャティ・プランニング）VHS
- パワフルスーパービデオ DOKI DOKI 1 山下麻衣・秋山まり子・坂口まみ（リイド社 LV-1042）VHS

### 一般ビデオ
- 創世記（1990年2月24日、英知出版）他出演：小沢奈美、浅野しおり、夢野まみ
- D-Dayクラブ 3 いまいしずか・工藤ひとみ・山下麻衣 他（1990年5月25日、D-Dayビデオプロジェクト）

### 映画
- 制服本番 おしえて!（1990年3月9日公開、配給：エクセスフィルム）監督:常本琢招[6]
  - 不毛な制服　恥ずかしい半熟（2008年5月改題再公開、配給：新日本映像）
- 若奥様（秘）onanie くわえ込む（1990年8月公開、配給：エクセスフィルム）監督:わたなべともつぐ[7]

### Vシネマ・オリジナルビデオ
- 触手 狙われた通勤電車（2002年7月25日、エンジェル）監督:久保寺和人[8]

## 出版

### 写真集
- 山下麻衣写真集（1990年6月15日発行、撮影：神渡信兵、三和出版）
- 鮮烈セクシーズ オールカラー美少女たちのエロチシズム 松坂季実子・手塚まゆみ・工藤ひとみ・浅田純子・樹まり子・結城つかさ 他（1990年6月25日発行、司書房）全14名

### 雑誌
- オレンジ通信 1989年9月号（東京三世社）
- (遊)AVデラックス 話のチャンネル 錦秋増刊号（1989年11月2日、日本文芸社）
- アップル通信 1989年11月号（三和出版）
- クラスメイトDX 1989年12月号（少年出版社）
- 魅惑のランジェリー 1989年12月号（光彩書房）
- セクシーランジェリー No.2（1990年1月、辰巳出版）
- ベスト・ランジェリー No.4（1990年8月10日、光彩書房）
- ACTRESS 1990年3月号、8月号、9月号、12月号（リイド社）
- 写真集系雑誌 スーパーボディコンカタログ VOL.2（1990年9月25日、司書房）
- ガール・フレンズ 1990年9月号（若生出版）
- SUPER Beppin 1990年12月号（英知出版）
- 下着ファッション No.31 1990年（光彩書房）
- Beppin 1991年1月号（英知出版）
- さくらんぼ通信 1991年3月号（大洋図書）
- ランジェリー・コレクション No.10（1991年7月15日、光彩書房）
- 夢であえるよ（ブルボン出版）

### 書籍
- なつかしのビニ本 狂わせて（アトラクティヴ・プロ）

## ゲーム
- AVパチスロ Big Chance 小沢奈美・山下麻衣・滝沢美穂（1991年、ハッカーインターナショナル、ファミコンソフト）